# Partito Socialista Praja
Il Partito Socialista Praja (Praja Socialist Party o PSP) è stato un partito politico indiano attivo soprattutto negli anni sessanta e settanta.
Il PSP nacque nel 1952 dall'unione dei piccoli partiti d'ispirazione socialista esistenti all'epoca in India. I punti principali del programma di partito prevedevano una riforma terriera, l'introduzione dell'istruzione gratuita e la lotta alla corruzione governativa. Il PSP raggiunse un notevole successo elettorale negli anni di più intensa attività ma dopo il 1977 la sua fortuna cambiò e di fatto scomparve.